# Роу, Чарли
Чарльз (Ча́рли) Джон Роу (англ. Charles "Charlie" John Rowe, род. 23 апреля 1996, Ислингтон, Лондон, Англия) — английский актёр. Наиболее известен по роли Рэя Уильямса в фильме «Рокетмен».

## Биография
Роу родился в Ислингтоне, Лондон, Англия и вырос в Северном Лондоне. Среди его предков есть англичане, шотландцы, французы, мэнцы, греки (от прадедушки) и чехи и евреи (от прабабушки).

## Фильмография
| Год  | Название на русском         | Название на английском    | Роль                 | Примечания      |
| ---- | --------------------------- | ------------------------- | -------------------- | --------------- |
| 2007 | Золотой компас              | The Golden Compass        | Билли Коста          |                 |
| 2009 | Рок-волна                   | The Boat That Rocked      | Джеймс               |                 |
| 2010 | Диско                       | Disco                     | Грег                 | Короткометражка |
| 2010 | Щелкунчик и Крысиный Король | The Nutcracker in 3D      | принц/Николас Чарльз |                 |
| 2010 | Не отпускай меня            | Never Let Me Go           | юный Томми           |                 |
| 2013 | Прогулки с динозаврами 3D   | Walking with Dinosaurs 3D | Рикки                |                 |
| 2019 | Рокетмен                    | Rocketman                 | Рэй Уильямс          |                 |

| Год       | Название на русском | Название на английском | Роль           | Примечания                |
| --------- | ------------------- | ---------------------- | -------------- | ------------------------- |
| 2006      | Джеканори           | Jackanory              | Джо Джефферсон | Эпизод «Muddle Earth»     |
| 2006      | Робин Гуд           | Robin Hood             | юный Робин     | Эпизод «Bad Blood»        |
| 2011      | Неверленд           | Neverland              | Питер Пэн      | Мини-сериал               |
| 2014      | Секреты             | The Secrets            | Алек           | Эпизод «The Visitor»      |
| 2014—2015 | Красные браслеты    | Red Band Society       | Лео Рот        | Главная роль; 13 эпизодов |
| 2017—2018 | Спасение            | Salvation              | Лиам           | Главная роль; 26 эпизодов |
| 2018      | Ярмарка тщеславия   | Vanity Fair            | Джордж Осборн  | Мини-сериал               |
| 2022      | Анджелин            | Angelyne               | Фредди Мессина | Мини-сериал               |